# 山村彩恵
山村 彩恵（やまむら さえ、1992年6月29日 -）は日本の女子プロゴルファー。福岡県福岡市出身。サマンサタバサ所属。

## 来歴
高校時代から江連忠に師事し、卒業後は神戸に移り江連忠ゴルフアカデミーで腕を磨く。入会期は、2012年7月27日 84期生。2012年から2年間レギュラーツアーを戦いながら、14年からは下部のステップ・アップ・ツアーが主戦場となった。16年はステップアップツアーでベスト10フィニッシュする活躍を見せたが、17年・18年はレギュラー、ステップ・アップともに推薦による出場と苦しい戦いを強いられた。そんな中、2018年 カストロール契約女子プロゴルファー16名の中の1名として選出された。2019年からは、新たに辻村明志を師として、team24の一員として、上田桃子、永井花奈、小祝さくららとともに始動した。
2019年シーズンは、限られた試合数の中でいい成績は残せなかった。しかしシーズンを終えて台湾LPGAのQTを受験し、2020年シーズンの出場権を得た。日本ではファイナルQTに進めなかったが、2019年よりはQT順位を上げることができ、2020年は戦いの場が増える見込み。
2021年に入り、リゾートトラスト レディスで、8年ぶりにレギュラーツアーの予選を突破した。
2024年に結婚、2025年シーズンは産休の予定。

## おもな戦歴
- 2012年 富士通レディース 7位 ※レギュラーツアー
- 2012年 LPGA新人戦 加賀電子カップ 2位 ※新人戦
- 2013年 日医工女子オープンゴルフトーナメント 9位 ※レギュラーツアー
- 2014年 グアム知事杯女子ゴルフトーナメント 優勝 ※主催 グアム政府観光局
- 2014年 ラシンク・ニンジニア／RKBレディース 7位 ※ステップアップツアー
- 2016年 ダイクレレディースカップ 6位 ※ステップアップツアー

## 契約先
- 所属、ウェア - サマンサタバサ[1]
- カストロール[2]

## その他 情報
- 師弟関係=辻村明志
- 趣味=音楽鑑賞 アロマ
- 経歴=沖学園高等学校卒業
- ゴルフ歴=10歳～

## メディア情報
- 週刊ゴルフダイジェスト（2016年6月29日号）
- ゴルフ雑誌「ワッグル」（2017年10月10日号）
- 古閑美保のゴルフチャレンジアスリート（BSフジ、2019年4月13日 - 全5回）
- 古閑美保のゴルフチャレンジアスリート（BSフジ、2019年6月22日 - 全5回）